# Clássica de San Sebastián de 2018
A 38.ª edição da clássica ciclista Clássica de San Sebastián (nome oficial: Donostiako Klasikoa) foi uma carreira na Espanha que se celebrou a 4 de agosto de 2018 sobre um percurso de 229 quilómetros pela província de Guipúscoa com início e final na cidade de San Sebastián.
A carreira fez parte do UCI WorldTour de 2018, sendo a vigésima oitava competição do calendário de máxima categoria mundial, e foi vencida pelo francês Julian Alaphilippe do Quick-Step Floors. Acompanharam-lhe no pódio o neerlandês Bauke Mollema da Trek-Segafredo e o também francês Anthony Roux da Groupama-FDJ, segundo e terceiro respectivamente.

## Percorrido
A concorrência percorre a província de Guipúscoa no País Basco até à cidade de San Sebastián sobre um percurso de 229 quilómetros, assim mesmo, o número total de portos de montanha se mantém com 8 passos, dos quais Jaizquíbel e Arkale se sobem por partida dupla com o propósito de provocar uma forte selecção na carreira, mais adiante os ciclistas enfrentam o último porto de Murgil Tontorra com um comprimento de 1,8 quilómetros ao 11,3% para depois descer e finalizar sobre a cidade de San Sebastián.

## Equipas participantes
Tomaram parte na carreira 22 equipas: 18 de categoria UCI WorldTeam; e 4 de categoria Profissional Continental. Formando assim um pelotão de 153 ciclistas dos que acabaram 82. As equipas participantes foram:
| Equipes WorldTeam (18)- Sky - AG2R La Mondiale - Astana - Bahrain-Merida - BMC Racing Team - Bora-Hansgrohe - Groupama-FDJ - Lotto Soudal - Mitchelton-Scott - Movistar Team - Quick-Step Floors - Dimension Data - EF Education First-Drapac p/b Cannondale - Katusha-Alpecin - Lotto NL-Jumbo - Team Sunweb - Trek-Segafredo - UAE Team Emirates Equipes profissionais Continentais (4)- Burgos-BH - Caja Rural-Seguros RGA - Cofidis, Solutions Crédits - Euskadi Basque Country-Murias |
| |

## Classificação final
- As classificações finalizaram da seguinte forma:[4]

| \| Classificação geral \| Classificação geral \| Classificação geral \| Classificação geral \| Classificação geral \| \| Ciclista \| Ciclista \| Equipe \| Tempo \| \| \| ------------------- \| ------------------- \| -------------------------- \| ------------------- \| ------------------- \| \| 1. \| Julian Alaphilippe \| Quick-Step Floors \| 6h03m45s \| \| \| 2. \| Bauke Mollema \| Trek-Segafredo \| + 0s \| \| \| 3. \| Anthony Roux \| Groupama-FDJ \| + 16s \| \| \| 4. \| Greg Van Avermaet \| BMC Racing Team \| + 16s \| \| \| 5. \| Julien Simon \| Cofidis, Solutions Crédits \| + 16s \| \| \| 6. \| Rigoberto Urán \| EF Education First-Drapac \| + 16s \| \| \| 7. \| Ion Izagirre \| Bahrain-Merida \| + 16s \| \| \| 8. \| Robert Gesink \| LottoNL-Jumbo \| + 16s \| \| \| 9. \| Steven Kruijswijk \| LottoNL-Jumbo \| + 16s \| \| \| 10. \| Antwan Tolhoek \| LottoNL-Jumbo \| + 16s \| \| \| 11. \| Rudy Molard \| Groupama-FDJ \| + 20s \| \| \| 12. \| Daniel Martin \| UAE Team Emirates \| + 43s \| \| \| 13. \| Toms Skujiņš \| Trek-Segafredo \| + 48s \| \| \| 14. \| Igor Antón \| Dimension Data \| + 49s \| \| \| 15. \| Daryl Impey \| Mitchelton-Scott \| + 51s \| \| |                    |                            |          |
| |                    |                            |          |
| Fonte: ProCyclingStats |                    |                            |          |
| Classificação geral |                    |                            |          |
| Ciclista | Ciclista           | Equipe                     | Tempo    |
| 1. | Julian Alaphilippe | Quick-Step Floors          | 6h03m45s |
| 2. | Bauke Mollema      | Trek-Segafredo             | + 0s     |
| 3. | Anthony Roux       | Groupama-FDJ               | + 16s    |
| 4. | Greg Van Avermaet  | BMC Racing Team            | + 16s    |
| 5. | Julien Simon       | Cofidis, Solutions Crédits | + 16s    |
| 6. | Rigoberto Urán     | EF Education First-Drapac  | + 16s    |
| 7. | Ion Izagirre       | Bahrain-Merida             | + 16s    |
| 8. | Robert Gesink      | LottoNL-Jumbo              | + 16s    |
| 9. | Steven Kruijswijk  | LottoNL-Jumbo              | + 16s    |
| 10. | Antwan Tolhoek     | LottoNL-Jumbo              | + 16s    |
| 11. | Rudy Molard        | Groupama-FDJ               | + 20s    |
| 12. | Daniel Martin      | UAE Team Emirates          | + 43s    |
| 13. | Toms Skujiņš       | Trek-Segafredo             | + 48s    |
| 14. | Igor Antón         | Dimension Data             | + 49s    |
| 15. | Daryl Impey        | Mitchelton-Scott           | + 51s    |

## UCI World Ranking
A Clássica de San Sebastián  outorga pontos para o UCI WorldTour de 2018 e o UCI World Ranking, este último para corredores das equipas nas categorias UCI WorldTeam, Profissional Continental e Equipas Continentais. A seguinte tabela são o barómetro de pontuação e os corredores que obtiveram pontos:
| Posição   | 1.º | 2.º | 3.º | 4.º | 5.º | 6.º | 7.º | 8.º | 9.º | 10.º | 11.º | 12.º | 13.º | 14.º | 15.º | 16.º-20.º | 21.º-30.º | 31.º-50.º | 51.º-55.º | 56.º-60.º |
| Pontuação | 400 | 320 | 260 | 220 | 180 | 140 | 120 | 100 | 80  | 68   | 56   | 48   | 40   | 32   | 28   | 24        | 16        | 8         | 4         | 2         |

| Classificação |                    |                            |        |
| Posição       | Ciclista           | Equipo                     | Pontos |
| ------------- | ------------------ | -------------------------- | ------ |
| 1.º           | Julian Alaphilippe | Quick-Step Floors          | 400    |
| 2.º           | Bauke Mollema      | Trek-Segafredo             | 320    |
| 3.º           | Anthony Roux       | Groupama-FDJ               | 260    |
| 4.º           | Greg Van Avermaet  | BMC Racing                 | 220    |
| 5.º           | Julien Simon       | Cofidis, Solutions Crédits | 180    |
| 6.º           | Rigoberto Urán     | EF Education First-Drapac  | 140    |
| 7.º           | Ion Izagirre       | Bahrain Merida             | 120    |
| 8.º           | Robert Gesink      | LottoNL-Jumbo              | 100    |
| 9.º           | Steven Kruijswijk  | LottoNL-Jumbo              | 80     |
| 10.º          | Antwan Tolhoek     | LottoNL-Jumbo              | 68     |

## Lista dos participantes
| Legenda | Legenda                                                                          | Legenda | Legenda                                              |
| ------- | -------------------------------------------------------------------------------- | ------- | ---------------------------------------------------- |
| Num     | Jersey de saída levada pelo corredor esta Clássica de San Sebastián              | Pos     | Posição à chegada da corrida                         |
|         | Indica uma camisola de campeão nacional ou mundial, conforme a sua especialidade | NP      | Indica um corredor que não tomou a saída da corrida  |
| AB      | Indica um corredor que não terminou a corrida                                    | HD      | Indica um corredor terminou a etapa fora de controle |

| Team Sky SKY          | Team Sky SKY               | Team Sky SKY |
| --------------------- | -------------------------- | ------------ |
| Num                   | Corredor                   | Pos          |
| 1                     | Egan Bernal (COL)          |              |
| 2                     | Jonathan Castroviejo (ESP) |              |
| 3                     | David de la Cruz (ESP)     |              |
| 4                     | Vasil Kiryienka (BLR)      |              |
| 5                     | Tao Geoghegan Hart (GBR)   |              |
| 6                     | Sebastián Henao (COL)      |              |
| 7                     | David López García (ESP)   |              |
| Director desportivo : |                            |              |

| AG2R La Mondiale ALM  | AG2R La Mondiale ALM   | AG2R La Mondiale ALM |
| --------------------- | ---------------------- | -------------------- |
| Num                   | Corredor               | Pos                  |
| 11                    | Tony Gallopin (FRA)    |                      |
| 12                    | François Bidard (FRA)  |                      |
| 13                    | Hubert Dupont (FRA)    |                      |
| 14                    | Mathias Frank (SUI)    |                      |
| 15                    | Alexandre Geniez (FRA) |                      |
| 16                    | Pierre Latour (FRA)    |                      |
| 17                    | Matteo Montaguti (ITA) |                      |
| Director desportivo : |                        |                      |

| Astana Pro Team AST   | Astana Pro Team AST        | Astana Pro Team AST |
| --------------------- | -------------------------- | ------------------- |
| Num                   | Corredor                   | Pos                 |
| 21                    | Miguel Ángel López (COL)   |                     |
| 22                    | Peio Bilbao (ESP)          |                     |
| 23                    | Dario Cataldo (ITA)        |                     |
| 24                    | Omar Fraile (ESP)          |                     |
| 25                    | Jan Hirt (CZE)             |                     |
| 26                    | Bakhtiyar Kozhatayev (KAZ) |                     |
| 27                    | Nikita Stalnov (KAZ)       |                     |
| Director desportivo : |                            |                     |

| Bahrain-Merida TBM    | Bahrain-Merida TBM         | Bahrain-Merida TBM |
| --------------------- | -------------------------- | ------------------ |
| Num                   | Corredor                   | Pos                |
| 31                    | Ion Izagirre (ESP)         |                    |
| 32                    | Manuele Boaro (ITA)        |                    |
| 33                    | Gorka Izagirre (ESP)       |                    |
| 34                    | Ramūnas Navardauskas (LTU) |                    |
| 35                    | Hermann Pernsteiner (AUT)  |                    |
| 36                    | Luka Pibernik (SLO)        |                    |
| 37                    | Kanstantsin Siutsou (BLR)  |                    |
| Director desportivo : |                            |                    |

| BMC Racing BMC        | BMC Racing BMC          | BMC Racing BMC |
| --------------------- | ----------------------- | -------------- |
| Num                   | Corredor                | Pos            |
| 41                    | Greg Van Avermaet (BEL) |                |
| 42                    | Patrick Bevin (NZL)     |                |
| 43                    | Simon Gerrans (AUS)     |                |
| 44                    | Michael Schär (SUI)     |                |
| 45                    | Miles Scotson (AUS)     |                |
| 46                    | Francisco Ventoso (ESP) |                |
| 47                    | Loïc Vliegen (BEL)      |                |
| Director desportivo : |                         |                |

| Bora-Hansgrohe BOH    | Bora-Hansgrohe BOH        | Bora-Hansgrohe BOH |
| --------------------- | ------------------------- | ------------------ |
| Num                   | Corredor                  | Pos                |
| 51                    | Christoph Pfingsten (GER) |                    |
| 52                    | Felix Großschartner (AUT) |                    |
| 53                    | Jay McCarthy (AUS)        |                    |
| 54                    | Gregor Mühlberger (AUT)   |                    |
| 55                    | Juraj Sagan (SVK)         |                    |
| 56                    | Aleksejs Saramotins (LAT) |                    |
| 57                    | Andreas Schillinger (GER) |                    |
| Director desportivo : |                           |                    |

| Burgos-BH BBH         | Burgos-BH BBH               | Burgos-BH BBH |
| --------------------- | --------------------------- | ------------- |
| Num                   | Corredor                    | Pos           |
| 61                    | Jordi Simón (ESP)           |               |
| 62                    | Jetse Bol (NED)             |               |
| 63                    | Jorge Cubero (ESP)          |               |
| 64                    | Jesús Ezquerra (ESP)        |               |
| 65                    | José Mendes (POR)           |               |
| 66                    | Diego Rubio Hernández (ESP) |               |
| 67                    | Pablo Torres (ESP)          |               |
| Director desportivo : |                             |               |

| Caja Rural-Seguros RGA CJR | Caja Rural-Seguros RGA CJR | Caja Rural-Seguros RGA CJR |
| -------------------------- | -------------------------- | -------------------------- |
| Num                        | Corredor                   | Pos                        |
| 71                         | Sergio Pardilla (ESP)      |                            |
| 72                         | Julen Amézqueta (ESP)      |                            |
| 73                         | Alex Aranburu (ESP)        |                            |
| 74                         | Jonathan Lastra (ESP)      |                            |
| 75                         | Lluís Mas (ESP)            |                            |
| 76                         | Nick Schultz (AUS)         |                            |
| 77                         | Nelson Soto (COL)          |                            |
| Director desportivo :      |                            |                            |

| Cofidis               | Cofidis                   | Cofidis |
| --------------------- | ------------------------- | ------- |
| Num                   | Corredor                  | Pos     |
| 81                    | Daniel Navarro (ESP)      |         |
| 82                    |                           |         |
| 83                    | Loïc Chetout (FRA)        |         |
| 84                    | Nicolas Edet (FRA)        |         |
| 85                    | Anthony Perez (FRA)       |         |
| 86                    | Julien Simon (FRA)        |         |
| 87                    | Michael Van Staeyen (BEL) |         |
| Director desportivo : |                           |         |

| Euskadi Basque Country-Murias EUS | Euskadi Basque Country-Murias EUS | Euskadi Basque Country-Murias EUS |
| --------------------------------- | --------------------------------- | --------------------------------- |
| Num                               | Corredor                          | Pos                               |
| 91                                | Garikoitz Bravo (ESP)             |                                   |
| 92                                | Aritz Bagües (ESP)                |                                   |
| 93                                | Cyril Barthe (FRA)                |                                   |
| 94                                | Mikel Bizkarra (ESP)              |                                   |
| 95                                | Julen Irizar (ESP)                |                                   |
| 96                                | Mikel Iturria (ESP)               |                                   |
| 97                                | Sergio Rodríguez Reche (ESP)      |                                   |
| Director desportivo :             |                                   |                                   |

| Groupama-FDJ GFC      | Groupama-FDJ GFC         | Groupama-FDJ GFC |
| --------------------- | ------------------------ | ---------------- |
| Num                   | Corredor                 | Pos              |
| 101                   | Arthur Vichot (FRA)      |                  |
| 102                   | David Gaudu (FRA)        |                  |
| 103                   | Matthieu Ladagnous (FRA) |                  |
| 104                   | Jérémy Roy (FRA)         |                  |
| 105                   | Rudy Molard (FRA)        |                  |
| 106                   | Steve Morabito (SUI)     |                  |
| 107                   | Anthony Roux (FRA)       |                  |
| Director desportivo : |                          |                  |

| Lotto-Soudal LTS      | Lotto-Soudal LTS          | Lotto-Soudal LTS |
| --------------------- | ------------------------- | ---------------- |
| Num                   | Corredor                  | Pos              |
| 111                   | Tim Wellens (BEL)         |                  |
| 112                   | Frederik Frison (BEL)     |                  |
| 113                   | Tomasz Marczyńesqui (POL) |                  |
| 114                   | Rémy Mertz (BEL)          |                  |
| 115                   | Maxime Monfort (BEL)      |                  |
| 116                   | Tosh Van der Sande (BEL)  |                  |
| 117                   | Jelle Vanendert (BEL)     |                  |
| Director desportivo : |                           |                  |

| Mitchelton-Scott MTS  | Mitchelton-Scott MTS  | Mitchelton-Scott MTS |
| --------------------- | --------------------- | -------------------- |
| Num                   | Corredor              | Pos                  |
| 121                   | Mikel Nieve (ESP)     |                      |
| 122                   | Jack Bauer (NZL)      |                      |
| 123                   | Luke Durbridge (AUS)  |                      |
| 124                   | Michael Hepburn (AUS) |                      |
| 125                   | Mathew Hayman (AUS)   |                      |
| 126                   | Daryl Impey (RSA)     |                      |
| 127                   | Svein Tuft (CAN)      |                      |
| Director desportivo : |                       |                      |

| Movistar MOV          | Movistar MOV             | Movistar MOV |
| --------------------- | ------------------------ | ------------ |
| Num                   | Corredor                 | Pos          |
| 131                   | Mikel Landa (ESP)        |              |
| 132                   | Andrey Amador (CRC)      |              |
| 133                   | Winner Anacona (COL)     |              |
| 134                   | Víctor de la Parte (ESP) |              |
| 135                   | Nelson Oliveira (POR)    |              |
| 136                   | Marc Soler (ESP)         |              |
| 137                   | Rafael Valls (ESP)       |              |
| Director desportivo : |                          |              |

| Quick-Step Floors     | Quick-Step Floors        | Quick-Step Floors |
| --------------------- | ------------------------ | ----------------- |
| Num                   | Corredor                 | Pos               |
| 141                   | Julian Alaphilippe (FRA) |                   |
| 142                   | Kasper Asgreen (DEN)     |                   |
| 143                   | Rémi Cavagna (FRA)       |                   |
| 144                   | Bob Jungels (LUX)        |                   |
| 145                   | James Knox (GBR)         |                   |
| 146                   | Jhonatan Narváez (ECU)   |                   |
| 147                   | Pieter Serry (BEL)       |                   |
| Director desportivo : |                          |                   |

| Dimension Data DDD    | Dimension Data DDD               | Dimension Data DDD |
| --------------------- | -------------------------------- | ------------------ |
| Num                   | Corredor                         | Pos                |
| 151                   | Louis Meintjes (RSA)             |                    |
| 152                   | Igor Antón (ESP)                 |                    |
| 153                   | Steve Cummings (GBR)             |                    |
| 154                   | Benjamin King (USA)              |                    |
| 155                   | Merhawi Kudus (ERI)              |                    |
| 156                   | Tom-Jelte Slagter (NED)          |                    |
| 157                   | Jacques Janse van Rensburg (RSA) |                    |
| Director desportivo : |                                  |                    |

| EF education First-Drapac EFD | EF education First-Drapac EFD | EF education First-Drapac EFD |
| ----------------------------- | ----------------------------- | ----------------------------- |
| Num                           | Corredor                      | Pos                           |
| 161                           | Rigoberto Urán (COL)          |                               |
| 162                           | Matti Breschel (DEN)          |                               |
| 163                           | Simon Clarke (AUS)            |                               |
| 164                           | Lawson Craddock (USA)         |                               |
| 165                           | Daniel Martínez (COL)         |                               |
| 166                           | Sebastian Langeveld (NED)     |                               |
| 167                           | Tom Van Asbroeck (BEL)        |                               |
| Director desportivo :         |                               |                               |

| Katusha-Alpecin TKA   | Katusha-Alpecin TKA          | Katusha-Alpecin TKA |
| --------------------- | ---------------------------- | ------------------- |
| Num                   | Corredor                     | Pos                 |
| 171                   | Ilnur Zakarin (RUS)          |                     |
| 172                   | Ian Boswell (GBR)            |                     |
| 173                   | Matteo Fabbro (ITA)          |                     |
| 174                   | Pavel Kochetkov (RUS)        |                     |
| 175                   | Viatcheslav Kouznetsov (RUS) |                     |
| 176                   | Tiago Machado (POR)          |                     |
| 177                   | Willie Smit (RSA)            |                     |
| Director desportivo : |                              |                     |

| Lotto NL-Jumbo TLJ    | Lotto NL-Jumbo TLJ      | Lotto NL-Jumbo TLJ |
| --------------------- | ----------------------- | ------------------ |
| Num                   | Corredor                | Pos                |
| 181                   | Primož Roglič (SLO)     |                    |
| 182                   | Robert Gesink (NED)     |                    |
| 183                   | Steven Kruijswijk (NED) |                    |
| 184                   | Bert-Jan Lindeman (NED) |                    |
| 185                   | Paul Martens (GER)      |                    |
| 186                   | Bram Tankink (NED)      |                    |
| 187                   | Antwan Tolhoek (NED)    |                    |
| Director desportivo : |                         |                    |

| Sunweb SUN            | Sunweb SUN             | Sunweb SUN |
| --------------------- | ---------------------- | ---------- |
| Num                   | Corredor               | Pos        |
| 191                   | Michael Matthews (AUS) |            |
| 192                   | Simon Geschke (GER)    |            |
| 193                   | Chad Haga (USA)        |            |
| 194                   | Chris Hamilton (AUS)   |            |
| 195                   | Jai Hindley (AUS)      |            |
| 196                   | Edward Theuns (BEL)    |            |
| 197                   | Martijn Tusveld (NED)  |            |
| Director desportivo : |                        |            |

| Trek-Segafredo TFS    | Trek-Segafredo TFS    | Trek-Segafredo TFS |
| --------------------- | --------------------- | ------------------ |
| Num                   | Corredor              | Pos                |
| 201                   | Bauke Mollema (NED)   |                    |
| 202                   | Eugenio Alafaci (ITA) |                    |
| 203                   | Julien Bernard (FRA)  |                    |
| 204                   | Koen de Kort (NED)    |                    |
| 205                   | Michael Gogl (AUT)    |                    |
| 206                   | Markel Irizar (ESP)   |                    |
| 207                   | Toms Skujins (LAT)    |                    |
| Director desportivo : |                       |                    |

| UAE Emirates UAD      | UAE Emirates UAD             | UAE Emirates UAD |
| --------------------- | ---------------------------- | ---------------- |
| Num                   | Corredor                     | Pos              |
| 211                   | Daniel Martin (IRL)          |                  |
| 212                   | Kristijan Đurasek (CRO)      |                  |
| 213                   | Vegard Stake Laengen (NOR)   |                  |
| 214                   | Manuele Mori (ITA)           |                  |
| 215                   | Jan Polanc (SLO)             |                  |
| 216                   | Aliaksandr Riabushenko (BLR) |                  |
| 217                   | Diego Ulissi (ITA)           |                  |
| Director desportivo : |                              |                  |